# Брадфорд (Пенсільванія)
Брадфорд (англ. Bradford) — місто (англ. city) в США, в окрузі Маккін штату Пенсільванія. Населення — 7849 осіб (2020).

## Географія
Брадфорд розташований за координатами 41°57′40″ пн. ш. 78°38′27″ зх. д. / 41.96111° пн. ш. 78.64083° зх. д. (41.960989, -78.640933).  За даними Бюро перепису населення США в 2010 році місто мало площу 8,86 км², з яких 8,67 км² — суходіл та 0,19 км² — водойми.

### Клімат
| Клімат : Брадфорд       | Клімат : Брадфорд | Клімат : Брадфорд | Клімат : Брадфорд | Клімат : Брадфорд | Клімат : Брадфорд | Клімат : Брадфорд | Клімат : Брадфорд | Клімат : Брадфорд | Клімат : Брадфорд | Клімат : Брадфорд | Клімат : Брадфорд | Клімат : Брадфорд | Клімат : Брадфорд |
| Показник                | Січ.              | Лют.              | Бер.              | Квіт.             | Трав.             | Черв.             | Лип.              | Серп.             | Вер.              | Жовт.             | Лист.             | Груд.             | Рік               |
| Абсолютний максимум, °C | 20,6              | 18,9              | 28,3              | 30,6              | 33,9              | 33,9              | 37,2              | 33,9              | 35,0              | 29,4              | 26,1              | 20,0              | 37,2              |
| Середній максимум, °C   | −1,1              | 0,6               | 5,7               | 13,3              | 19,4              | 23,9              | 25,9              | 25,1              | 21,0              | 14,6              | 8,0               | 1,1               | 13,2              |
| Середній мінімум, °C    | −10,9             | −10,6             | −6                | 0,1               | 5,1               | 10,2              | 12,3              | 11,7              | 7,8               | 1,9               | −2,2              | −7,8              | 0,9               |
| Абсолютний мінімум, °C  | −37,8             | −33,9             | −30               | −14,4             | −7,8              | −3,3              | 0,0               | −2,2              | −7,8              | −11,1             | −20               | −30               | −37,8             |
| Норма опадів, мм        | 83                | 65                | 86                | 96                | 112               | 133               | 130               | 116               | 109               | 102               | 103               | 101               | 1235              |
| Днів з опадами          | 16,3              | 12,3              | 12,4              | 12,8              | 13,0              | 12,9              | 12,3              | 11,6              | 11,7              | 13,4              | 14,8              | 16,5              | 160,0             |
| Днів зі снігом          | 10,7              | 8,1               | 5,3               | 1,2               | 0                 | 0                 | 0                 | 0                 | 0                 | 0,4               | 3,6               | 9,7               | 39,0              |
| ----------------------- | ----------------- | ----------------- | ----------------- | ----------------- | ----------------- | ----------------- | ----------------- | ----------------- | ----------------- | ----------------- | ----------------- | ----------------- | ----------------- |
| Джерело: NOAA           |                   |                   |                   |                   |                   |                   |                   |                   |                   |                   |                   |                   |                   |

## Демографія
Згідно з переписом 2010 року, у місті мешкало 8770 осіб у 3653 домогосподарствах у складі 2003 родин. Густота населення становила 990 осіб/км².  Було 4157 помешкань (469/км²).
Расовий склад населення:
| - 96,3 % — білих - 1,0 % — чорних або афроамериканців - 0,7 % — азіатів - 0,4 % — корінних американців |

До двох чи більше рас належало 1,4 %. Частка іспаномовних становила 1,4 % від усіх жителів.
За віковим діапазоном населення розподілялося таким чином: 23,5 % — особи молодші 18 років, 61,7 % — особи у віці 18—64 років, 14,8 % — особи у віці 65 років та старші. Медіана віку мешканця становила 37,5 року. На 100 осіб жіночої статі у місті припадало 92,9 чоловіків;  на 100 жінок у віці від 18 років та старших — 88,7 чоловіків також старших 18 років.
Середній дохід на одне домашнє господарство  становив 45 954 долари США (медіана — 31 857), а середній дохід на одну сім'ю — 59 840 доларів (медіана — 43 243). Медіана доходів становила 40 216 доларів для чоловіків та 30 972 долари для жінок. За межею бідності перебувало 34,4 % осіб, у тому числі 45,1 % дітей у віці до 18 років та 11,9 % осіб у віці 65 років та старших.
Цивільне працевлаштоване населення становило 3628 осіб. Основні галузі зайнятості: освіта, охорона здоров'я та соціальна допомога — 31,9 %, виробництво — 19,2 %, мистецтво, розваги та відпочинок — 12,5 %, роздрібна торгівля — 9,2 %.

## Відомі особистості
В поселенні народився:
- Роберт Сміт Вокер (* 1942) — американський політик.